# Michel Mollat du Jourdin
Michel Mollat du Jourdin (Ancenis, 13 luglio 1911 – Reims, 11 novembre 1996) è stato un medievista francese, esperto della storia sociale del periodo medievale, in particolare sulla povertà.

## Biografia
Il doppio cognome deriva dal fatto che egli apparteneva a un'antica famiglia patrizia di Nantes, la quale aveva giocato un ruolo di primo piano nello sviluppo economico della città a partire dal XVIII secolo. Dopo aver conseguito la laurea all'università di Rennes nel 1935, fu docente di storia e geografia in alcune scuole superiori, sia in patria (circondario di Parigi, 1935-1947) che all'estero (Brasile, Québec e Madagascar) fino a quando ottenne la cattedra di storia medievale presso l'università di Lilla nel 1950, ove rimase fino al 1958.
Medievista, Michel Mollat di Jourdin consacrò oltre quattordici anni del suo insegnamento allo studio della povertà: documenti di seminari, tesi, incarichi in Francia, America e Medio Oriente gli hanno fornito l'opportunità di studiare problemi economici e sociali, morali e religiosi posti dalla miseria economica. Indirizzò i suoi studi anche verso le attività legate al mare, sia con ricerche personali sia favorendo e divulgando gli studi in questo settore. È stato Professore presso l'Università di Parigi IV dal 1958 al 1979, nonché direttore degli studi presso la quarta sezione dell'École pratique des hautes études dal 1978.
Nello stesso anno divenne membro dell'Académie des inscriptions et belles-lettres, in cui rimase fino alla morte; negli ultimi anni vita ebbe anche l'incarico di presidente onorario della Commissione Internazionale di Storia Marittima. Uomo schivo e molto riservato, Mollat fu legato al mondo cattolico e nel giugno del 1989 venne nominato presidente della Società di Storia religiosa francese. Tra i tanti titoli onorifici che ottenne, spicca quello di Cavaliere della Legion d'Onore. Scomparve a causa di un infarto.

## Opere
- Michel Mollat du Jourdin, Le rotte marittime, Association Internationale d'etudes du sud est européen, Bucarest, 1972.
- Michel Mollat du Jourdin, Storia marittima medievale e Moderna, Sorbonne, Parigi, 1973.
- Michel Mollat du Jourdin (a cura di), Storia di Rouen, Privat, Tolosa, 1979.
- Michel Mollat du Jourdin, I poveri nel Medioevo, Laterza, Roma, 1983.
- Michel Mollat du Jourdin (a cura di), Storia della pesca marittima in Francia, Privat, Tolosa, 1987.
- Michel Mollat du Jourdin, La guerra dei cent'anni vista da chi l'ha vissuta, Editions du Seuil, Parigi, 1992.
- Michel Mollat du Jourdin, Le rivoluzioni popolari in Europa tra XIV e XV secolo, Flammarion, Parigi, 1993.
- Michel Mollat du Jourdin, L'Europa e il mare dall'antichità ad oggi, Laterza, Roma-Bari, 1996.